# Великі Токташі
Великі Токташі́ (рос. Большие Токташи, чув. Мăн Тукташ) — присілок у складі Аліковського району Чувашії, Росія. Входить до складу Раскільдніського сільського поселення.
Населення — 176 осіб (2010; 204 у 2002).
Національний склад:
- чуваші — 100 %